# This Is Gonna Hurt
This Is Gonna Hurt je druhé studiové album americké rockové skupiny Sixx:A.M. vydané 10. května 2011. Skupinu Sixx:A.M. založil baskytarista Nikki Sixx ze skupiny Mötley Crüe jako svůj sólový projekt.

## Seznam skladeb
| Pořadí         | Název                                                          | Autor                           | Délka |
| -------------- | -------------------------------------------------------------- | ------------------------------- | ----- |
| 1.             | This Is Gonna Hurt                                             | Sixx / Michael / Ashba          | 3:56  |
| 2.             | Lies Of The Beautiful People                                   | Sixx / Michael / Ashba / Lowrey | 3:58  |
| 3.             | Are You with Me Now (uvedeno na obalu jako" Are You With Me ") | Sixx / Michael / Ashba          | 4:02  |
| 4.             | Live Forever                                                   | Sixx / Michael / Ashba          | 4:55  |
| 5.             | Sure Feels Right                                               | Sixx / Michael / Ashba          | 4:09  |
| 6.             | Deadlihood                                                     | Sixx / Michael / Daly           | 3:15  |
| 7.             | Smile                                                          | Sixx / Michael                  | 5:22  |
| 8.             | Help Is On The Way                                             | Sixx / Michael / Ashba          | 4:18  |
| 9.             | Oh My God                                                      | Sixx / Michael / Ashba          | 5:35  |
| 10.            | Goodbye My Friends                                             | Sixx / Michael / Daly           | 5:57  |
| 11.            | Skin                                                           | Michael / Daly                  | 3:22  |
| 12.            | Codependence (Exkluzivní ITunes bonusová píseň)                | Sixx / Michael / Ashba          | 3:37  |
| Celková délka: | Celková délka:                                                 | Celková délka:                  | 48:49 |

## Obsazení
- Nikki Sixx – basová kytara, zpěv
- DJ Ashba – kytara, doprovodné vokály
- James Michael – zpěv, kytara, klávesy, bicí